# NGC 7437
NGC 7437 ist eine leuchtschwache Balken-Spiralgalaxie vom Hubble-Typ SAB(rs)d im Sternbild Pegasus am Nordsternhimmel. Sie ist schätzungsweise 102 Millionen Lichtjahre von der Milchstraße entfernt und hat einen Durchmesser von etwa 50.000 Lichtjahren. Vom Sonnensystem aus entfernt sich das Objekt mit einer errechneten Radialgeschwindigkeit von näherungsweise 2.100 Kilometern pro Sekunde.
Das Objekt wurde am 31. Oktober 1885 von Lewis Swift entdeckt.

## Galaktisches Umfeld
| Nr. | Galaxie                   | Alternativname          | Rek           | Dek           | Distanz/asec |
| --- | ------------------------- | ----------------------- | ------------- | ------------- | ------------ |
| →   | NGC 7437                  | Leda/PGC 70131          | 22h58m10.060s | +14d18m30.59s | 0            |
| 1   | LEDA/PGC 1455637          | 2MASX J22574350+1420322 | 22h57m43.482s | +14d20m32.73s | 404.24       |
| 2   | LEDA/PGC 1452177          | 2MASS J22574732+1412439 | 22h57m47.320s | +14d12m43.20s | 480.70       |
| 3   | WISEA J225749.30+141119.3 | 2MASS J22574931+1411191 | 22h57m49.295s | +14d11m19.25s | 527.96       |
| 4   | LEDA/PGC 1450522          | 2MASX J22582025+1408535 | 22h58m20.289s | +14d08m53.43s | 597.82       |
| 5   | LEDA/PGC 1450555          | 2MASX J22575583+1408593 | 22h57m55.836s | +14d08m58.94s | 609.56       |
| 6   | LEDA/PGC 1455456          | 2MASX J22585156+1420063 | 22h58m51.538s | +14d20m05.91s | 610.24       |
| 7   | LEDA/PGC 1449516          | 2MASX J22581290+1406414 | 22h58m12.878s | +14d06m41.27s | 712.34       |
| 8   | LEDA/PGC 1456199          | 2MASX J22572035+1421572 | 22h57m20.391s | +14d21m57.94s | 750.24       |
| 9   | LEDA/PGC 1457870          | 2MASX J22590202+1425453 | 22h59m01.992s | +14d25m45.28s | 870.52       |
| 10  | LEDA/PGC 1460433          | 2MASX J22573813+1431292 | 22h57m38.112s | +14d31m29.46s | 904.96       |